# Thomas Wright (författare)
Thomas Wright, född den 23 april 1810 i Tenbury i Shropshire, död den 23 december 1877 i Chelsea, var en engelsk fornforskare och kulturhistoriker.
Wright blev 1834 master of arts i Cambridge och ägnade sig från 1836 i London åt litterära värv. Han var medstiftare av många lärda sällskap, som Camden Society, Percy Society, Shakespeare Society och British Archæological Association samt blev 1842 korresponderande ledamot av Académie des inscriptions et belles-lettres i Paris. År 1859 övervakade han (och beskrev sedan) utgrävningen av romarstaden Uriconium utanför Shrewsbury. Wright vann tidigt anseende som god kännare av den brittiska medeltiden och var, tills hans hälsa 1872 bröts, outtröttligt verksam som utgivare av dess litterära minnesmärken. 
Bland hans skrifter märks Biographia britannica literaria (över angelsaxiska och normandiska skedena; 2 band, 1842-1846). Essays on the literature, superstitions, and history of England in the middle ages (2 band, 1846), Narratives of sorcery and magic (2 band, 1851), The celt, the roman, and the saxon (1852; 4:e upplagan 1885), det arkeologiska arbetet Essays on archæological subjects (2 band, 1861), Domestic manners and sentiments in England in the middle ages (1862), History of caricature and grotesque in literature and art (1865) och Womankind in western Europe (1869). Man värderar mycket hans Dictionary of obsolete and provincial english (1857). 
Wright ombesörjde ett mycket stort antal editioner av angelsaxiska, normandiska, medeltidsengelska och franska litteraturalster, bland annat Reliquiæ antiquæ (2 band, 1839-43; ny upplaga i 2 band, 1845), The vision and the creed of Piers Ploughman (2 band, 1842; ny upplaga i 2 band, 1855), Chaucers Canterbury tales (en ny text, 1847-1851; ny upplaga 1867), Les cent nouvelles nouvelles (2 band, 1858), Political poems and songs from Edward III to Richard III (2 band, 1859-1861) och Anglo-latin satirical poets of 12th century (2 band, 1872). Wrights editionsarbeten är tyvärr överfulla av transkriptionsfel och felläsningar (redan 1848 kritiserades de skarpt av Richard Garnett i "Quarterly review"), men för vetenskapen har de dock som pionjärarbeten alltjämt sitt värde.